# بوگاوا
بوگاوا (صربی: Bogava}} یک منطقهٔ مسکونی در صربستان است که در Despotovac واقع شده‌است.